# جزيرة تاراهان
جزيرة تاراهان وهي جزيرة من جزر إندونيسيا، وتقع في إقليم بنتن.